# Aleksandr Trifonow
Aleksandr Walerjewicz Trifonow (ros. Александр Валерьевич Трифонов; ur. 13 marca 1986 w Ridderze) – kazachski biathlonista, uczestnik mistrzostw świata w biathlonie oraz zimowych igrzysk olimpijskich.
Starty w Pucharze Świata rozpoczął zawodami w Hochfilzen w roku 2006 zajmując 103. miejsce w sprincie. Najlepszy wynik w Pucharze Świata osiągnął w 2013 w Östersund zajmując 41. miejsce w biegu indywidualnym na 20 km.

## Osiągnięcia

### Zimowe Igrzyska Olimpijskie
| Rok  | Miejscowość | Konkurencje | Konkurencje | Konkurencje | Konkurencje | Konkurencje | Konkurencje | Konkurencje |
| Rok  | Miejscowość | IN          | SP          | PU          | MS          | RL          | MR          | SR          |
| ---- | ----------- | ----------- | ----------- | ----------- | ----------- | ----------- | ----------- | ----------- |
| 2010 | Vancouver   | 69.         | –           | –           | –           | 18.         | –           | –           |
| 2014 | Soczi       | 84.         | –           | –           | –           | LPD.        | –           | –           |

### Mistrzostwa świata
| Rok  | Miejscowość          | Konkurencje | Konkurencje | Konkurencje | Konkurencje | Konkurencje | Konkurencje | Konkurencje |
| Rok  | Miejscowość          | IN          | SP          | PU          | MS          | RL          | MR          | SR          |
| ---- | -------------------- | ----------- | ----------- | ----------- | ----------- | ----------- | ----------- | ----------- |
| 2007 | Anterselva           | 92.         | –           | –           | –           | –           | 19.         | –           |
| 2011 | Chanty-Mansyjsk      | –           | 106.        | –           | –           | –           | LPD.        | –           |
| 2012 | Ruhpolding           | –           | 80.         | –           | –           | 15.         | –           | –           |
| 2013 | Nové Město na Moravě | 88.         | 111.        | –           | –           | –           | –           | –           |